# باول سوليفان (كاتب)
باول سوليفان (بالإنجليزية: Paul Sullivan)‏ هو عازف جاز وملحن وكاتب وعازف بيانو أمريكي، ولد في 31 يوليو 1955.